# Bedlno (województwo lubelskie)
Bedlno – wieś w Polsce położona w województwie lubelskim, w powiecie radzyńskim, w gminie Radzyń Podlaski.
Wieś szlachecka Bedlne położona była w drugiej połowie XVI wieku w ziemi łukowskiej województwa lubelskiego. 
W latach 1975–1998 miejscowość administracyjnie należała do województwa bialskopodlaskiego.
Wieś jest sołectwem w gminie Radzyń Podlaski. Według Narodowego Spisu Powszechnego z roku 2011 wieś liczyła 296 mieszkańców.
Wierni Kościoła rzymskokatolickiego należą do parafii św. Małgorzaty w Ulanie-Majoracie.